# Anneau de Raschig

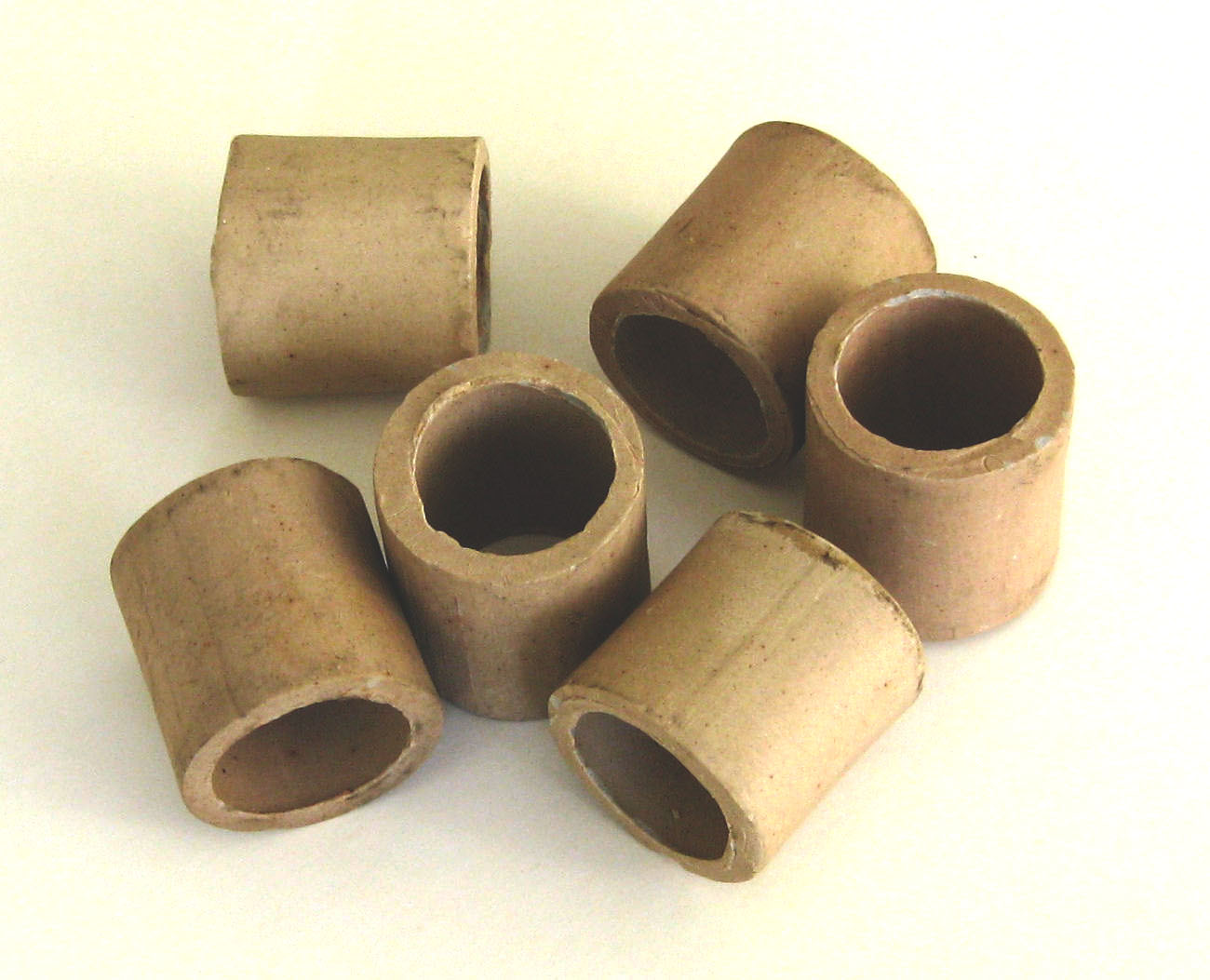
Anneaux de Raschig d'un pouce en céramique

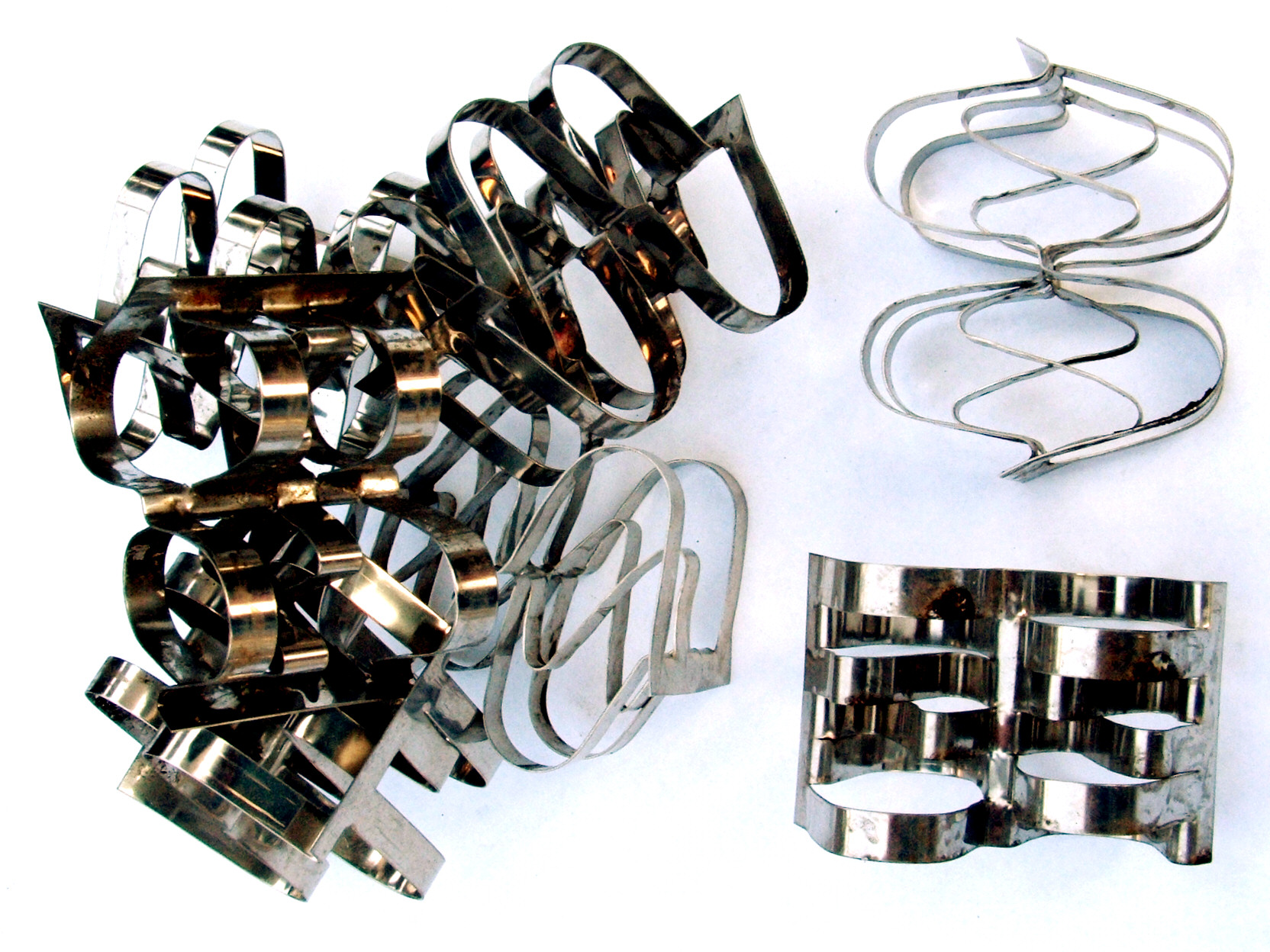
Anneau de Raschig amélioré.

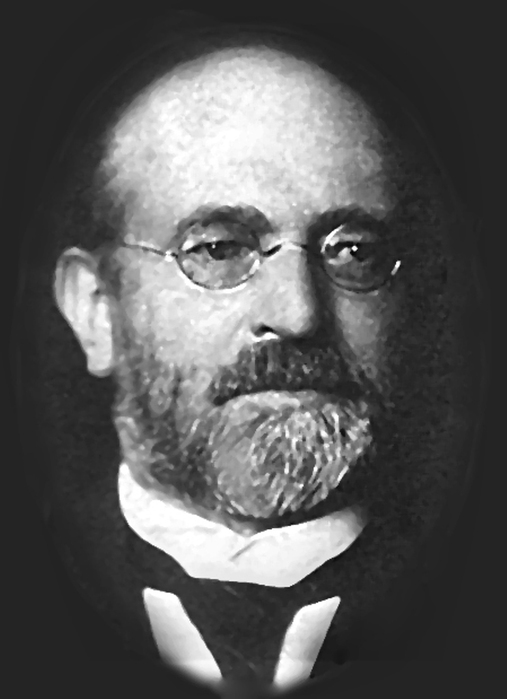
Friedrich Raschig vers 1905

Les anneaux de Raschig sont de petits objets cylindriques en métal, en verre ou en céramique que l'on place dans les colonnes de distillation fractionnée et d'absorption, par extension dans les laveurs de gaz. Les anneaux de Raschig sont donc un type de garnissage en vrac. Ils portent le nom du chimiste allemand Friedrich Raschig.

## Description
Les anneaux de Raschig sont un garnissage en vrac au même titre que les anneaux de Pall, les anneaux de Saddle, les selles de Berl, les selles Intalox, etc. Ils augmentent la surface de contact entre la phase liquide et la phase gazeuse, ce qui améliore le transfert de masse.  Les anneaux de Raschig présentent un rapport surface de contact / volume élevé et génèrent une perte de charge inférieure à celle des colonnes à plateaux mais supérieure à celle des colonnes à garnissage structuré.

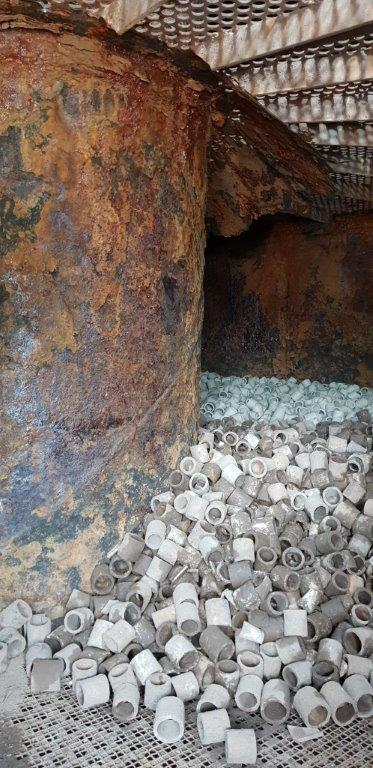
Laveur de gaz (CO_{2}) avec anneaux de Raschig

Vu les récents progrès dans les techniques de garnissage structuré, l'utilisation des anneaux de Raschig s'est relativement réduite. Ils restent toutefois très utiles pour les colonnes de petit diamètre, dont la taille rend difficile l'installation d'un garnissage structuré et pour lesquelles les désavantages d'un plus faible rendement et donc d'une colonne plus haute ont moins d'impact économique.
Des anneaux en verre borosilicate sont utilisés dans le traitement des matières fissiles, par exemple des solutions de nitrate d'uranyle enrichi. En effet, le bore ayant la propriété d'absorber des neutrons, l'utilisation d'anneaux en verre borosilicate peut donc faire partie des dispositions prises pour éviter le risque d'accident de criticité.